# Tilh
Tilh é uma comuna francesa na região administrativa da Nova Aquitânia, no departamento Landes. Estende-se por uma área de 22,61 km². Em 2010 a comuna tinha 843 habitantes (densidade: 37,3 hab./km²).